# Lamashtu Mons
Il Lamashtu Mons è una struttura geologica della superficie di Venere.